# Федеральний сенат Бразилії
Федеральний сенат (порт. Senado Federal) верхня палата Національного конгресу Бразилії.
Сенат складається з 81 сенаторів. Члени Сенату обираються за пропорційною мажоритарною системою по три від федерального округу і по три від кожного штату держави. Термін сенатора триває 8 років. Третина з них обирається після чотирирічного періоду, дві третини після наступного чотирирічного періоду.
Створений першою Конституцією Бразильської імперії в 1824 році, він був спочатку схожий на Палату лордів Великої Сполученого Королівства. Після проголошення республіки в 1889 році Федеральний сенат став нагадувати Сенат Сполучених Штатів.